# روي إي. بالدوين
روي إي. بالدوين (بالإنجليزية: Roy Baldwin)‏ هو مهندس وسياسي أمريكي، ولد في 9 أغسطس 1948. حزبياً، نشط في الحزب الجمهوري. وقد انتخب عضو مجلس نواب بنسيلفانيا.